# Hans Bronkhorst (1967)
J.C. (Hans) Bronkhorst (1967) is een Nederlandse geschiedkundige, journalist en ondernemer.
Hij studeerde geschiedenis aan achtereenvolgens de Evangelische Hogeschool, de Hebreeuwse Universiteit van Jeruzalem en de Universiteit Utrecht. Aan laatstgenoemde instelling voltooide hij in 1992 zijn opleiding met als onderwerp de geschiedenis van het Midden-Oosten, toegespitst op het Arabisch-Israëlische conflict.
Bronkhorst is een tijdlang als redacteur bij diverse tijdschriftuitgaven van de stichting Christenen voor Israël actief geweest zoals de door deze organisatie uitgegeven bladen Israël Aktueel en Profetisch Perspectief.
Daarna werkte hij als journalist bij de Evangelische Omroep (EO). In 2006 maakte hij een documentaire over de Deventer moordzaak die op Talpa werd uitgezonden. Daarnaast werkte hij als redactiechef respectievelijk eindredacteur voor het TROS-programma Opgelicht en als eindredacteur voor het eveneens door de TROS uitgezonden misdaadprogramma Bureau van den Heuvel. Sinds 2007 voerde hij de eindredactie over de realityseries De Marechaussee, uitgezonden door de EO, De Zedenpolitie, uitgezonden door de TROS en maakte hij twee seizoenen van het AVRO-programma Op de Bon en het vijfde seizoen van "Missers" (AVRO), een studioprogramma over medische fouten en de gevolgen daarvan.   
In 2011 emigreerde hij naar Brazilië waar hij leidinggevende functies bekleedde bij diverse bedrijven. Hij was als Projectmanager betrokken bij de oprichting van Canpack Brasil Indústria de Embalagens Ltda, waarmee het moederbedrijf Canpack de eerste stap zette in Zuid-Amerika. Daarna was hij als projectmanager verantwoordelijk voor de oprichting van een filiaal van dezelfde multinational in Tocancipá (Colombia).    

## Werken
- Klaagmuur of Rotskoepel? Een onderzoek naar de religieuze wortels van het Arabisch-Israëlische conflict, doctoraalscriptie 1992
- Bloed, zweet en vrede? Een korte geschiedenis van het joodse volk en het Arabisch-Israëlisch conflict, druk 1993, 117 blz., uitgeverij Kok Voorhoeve - Kampen in samenwerking met Christenen voor Israël - Nijkerk, ISBN 9029711647
- Een Heilige Stad: Jeruzalem in jodendom, christendom en islam, gezamenlijke uitgave van Hans Bronkhorst, Henk Hagoort en Pieter Siebesma waarin Bronkhorst het gedeelte over de islam voor zijn rekening heeft genomen, druk 1996, 212 blz., uitgeverij J.J. Groen en Zoon - Leiden in samenwerking met de Evangelische Omroep, ISBN 9050306381